# Emad Burnat
Emad Burnat é um cineasta palestiniano Foi o primeiro palestiniano a obter uma nomeação para um Prémio da Academia na categoria de melhor documentário com a sua produção 5 câmaras rompidas.

## Biografia

### Carreira
Burnat era inicialmente um agricultor, antes de iniciar uma carreira como produtor e director cinematográfico. O seu documentário 5 câmaras rompidas é um relato em primeira mão a respeito da vida em Bil'in, uma pequena aldeia da Cisjordânia localizada nas imediações dos assentamentos israelitas. O filme foi codirigido por Burnat e Guy Davidi, um cineasta de Israel. Está estruturado em capítulos, em torno da destruição de cada uma das câmaras de Burnat e segue a evolução de uma família ao longo de cinco anos de agitação na aldeia de Bil'in.
5 câmaras rompidas é uma co-produção entre a Palestina, França e Israel. Tanto o estilo pessoal do filme como o trabalho de Burnat com um cineasta israelita, tem sido matéria de muita controvérsia.

### Detenção
No dia 19 de fevereiro de 2013 o cineasta foi detido com toda a sua família no Aeroporto Internacional de Los Angeles, quando os serviços públicos aduaneiros se negaram a acreditar no seu motivo de entrada nos Estados Unidos. Sobre este incidente, o cineasta afirmou:
Apesar de esta ter sido uma experiência desagradável, é algo que ocorre diariamente aos palestinianos da Cisjordânia. Há mais de 500 postos de controlo israelitas, obstáculos e outras barreiras para o movimento através da nossa própria terra, e nenhum de nós se livra da experência que a minha família e eu tivemos ontem.

## Filmografia

### Como director e produtor
- P.O.V. (2013)
- 5 câmaras rompidas (2011)[14]